# Telchyda z Sens
Telchyda z Sens, również Teodechylda lub Techylda, fr. Théodechilde lub Téchilde (ur. ok. 516, zm. ok. 586 w Sens) – córka frankijskiego króla Teuderyka I (zm. 533) i jego żony Suavegothy, fundatorka opactwa św. Piotra w Sens (569), nazwanego później Saint-Pierre-le-Moûtier, święta Kościoła katolickiego.
O jej życiu niewiele wiadomo. Urodziła się w latach 516-520, zmarła w 570-595 prawdopodobnie w Sens. Miała poślubić królów Waregów: Hermenegisela (540) i jego syna Radegisa (547/550).
Jej wspomnienie liturgiczne w diecezjach Sens i Saint-Flour obchodzono 7 czerwca.